# Géza Anda
Géza Anda (ur. 19 listopada 1921 w Budapeszcie, zm. 14 czerwca 1976 w Zurychu) – szwajcarski pianista i pedagog pochodzenia węgierskiego. Zasłynął jako wybitny interpretator dzieł W.A. Mozarta, L. van Beethovena, J. Brahmsa i B. Bartóka.

## Życiorys
Studiował w Akademii Muzycznej im. F. Liszta w Budapeszcie m.in. u Ernsta von Dohnányiego. W 1942, gdy na Węgrzech ogłoszono mobilizację, wyemigrował do Szwajcarii. Obywatelstwo szwajcarskie otrzymał w 1955 roku.
Występował i nagrywał z największymi dyrygentami, jak Herbert von Karajan, Rafael Kubelík i Ferenc Fricsay. Miał szeroki repertuar. Dyskografia pianisty jest ogromna, zrealizowana głównie w wytwórni Deutsche Grammophon. Anda wzbudził podziw interpretacją trzech koncertów fortepianowych B. Bartóka, które zostały utrwalone na płytach w 1959 i 1960. Sławę przyniosło mu nagranie wszystkich koncertów fortepianowych W.A. Mozarta, które wykonał z orkiestrą Camerata Academica Salzburg, dyrygując od fortepianu. Było to pierwsze w historii fonografii nagranie kompletu koncertów fortepianowych Mozarta. Od 1952 do 1974 pianista występował corocznie na Festiwalu w Salzburgu.
Jako pedagog prowadził w latach 50. letnie kursy mistrzowskie w Salzburgu, w Mozarteum. W 1960 przejął w Lucernie kursy mistrzowskie po Edwinie Fischerze, które później przeniósł do Zurychu. W 1965 roku odznaczony został kawalerią francuskiego Orderu Sztuki i Literatury.

## Życie prywatne
Jego żoną była Hortense Anda-Bührle (1926–2014), szwajcarska przedsiębiorczyni i kolekcjonerka sztuki. Para pobrała się w 1964. Ich jedyny syn, Gratian Anda-Bührle, urodził się w 1969. Jest potentatem biznesowym i spadkobiercą przemysłowym.
Géza Anda zmarł 14 czerwca 1976 na raka przełyku.

## Upamiętnienie
Co trzy lata odbywa się w Zurychu w Szwajcarii międzynarodowy konkurs jego imienia – Concours Géza Anda.